# Тихомиров, Александр Борисович
Александр Борисович Тихомиров (1941, Москва — 18 января 1981, там же) — советский поэт.

## Биография
Александр Борисович Тихомиров родился в Москве 2 февраля 1941 года. Учился в Литературном институте. В 1960-е годы написал поэмы «Зимние каникулы», «Полугород», «Прекрасная Алевтина». В 1970-е годы печатался редко. В августе 1971 года стал жертвой милицейской жестокости, был избит в КПЗ, получив трещину позвоночника. Некоторое время работал в реставрации и археологии. В 1981 году его сбила электричка на станции Солнечная.
Похоронен на Переделкинском кладбище.

## Семья
Жена — прозаик и драматург Лидия Медведникова. Сын поэта, кинорежиссёр Дмитрий Тихомиров в 2005 году снял короткометражный фильм «Зимние каникулы» по одноимённой поэме своего отца, удостоенный наград на кинематографических конкурсах.

## Творчество
Опубликовал при жизни один сборник стихов — «Зимние каникулы», не считая публикаций в газетах и журналах, а также в альманахах «День поэзии». После смерти Александра Тихомирова вышло два новых сборника — «Белый свет» и «Добрым людям», включившие почти все его стихи. Стихи Тихомирова были также включены в состав Антологии русской поэзии XX века «Строфы века», а также в сборник стихов рано ушедших поэтов «Живое слово».

## Отзывы
Александр Тихомиров был поистине профессионалом, ибо истинный профессионализм прежде всего —  в прилежности сердца, а не в ремесленной ловкости. Есть боль, есть нежность, есть тонкое, почти болезненное чувство слова, как единственного средства самозащиты от грязи... Александр Тихомиров погиб почти по-кедрински — под колёсами электрички. Страшный конец. Но жизнь поэта продолжается, пока живут его стихи. Прилежность сердца, проявленная Тихомировым, взывает к нашей прилежности по отношению к его оставшимся стихам.
— Евгений Евтушенко

Его стихи несовременны — потому что прозрачны и простодушны лишены взвинченности, стёба и усталой иронии, столь, характерных для сегодняшнего дня, — но своевременны — потому что именно сегодня, когда поводов для радости не так уж много, необходимо срочно научиться испытывать радость беспричинную 
— Лариса Миллер